# Happy Star
Happy Star – судно для перевезення великовагових вантажів. Належить до типу Lo-Lo (Lift on/lift out), тобто провадить завантаження та розвантаження за допомогою власного кранового обладнання. Є другим у серії з кількох суден, куди також відносяться Happy Sky та Happy Sun.

## Характеристики
Судно спорудили у 2014 році на замовлення нідерландської компанії BigLift Shipping, яка спеціалізується у перевезеннях нестандартних вантажів. Будівництво корпусу відбувалось на китайській верфі Zhejiang Ouhua Shipbuilding в Чжоушані (провінція Чжецзян), тоді як два щоглові крани вантажопідйомністю по 900 тонн виготовили та змонтували на верфі компанії Huisman China в Чжанчжоу (провінція Фуцзянь). Цю операцію виконали за допомогою встановленого на причальній стінці верфі крану, який має власне ім’я Skyhook (та вантажопідйомність 2400 тонн).
Крани здатні підіймати вантаж на висоту до 41 метра над відкритою палубою, що має площу 3280 м2. Під нею розташовується твіндек площею 1716 м2, під яким знаходиться ще один вантажний трюм над резервуарами площею 1624 м2. Дві верхні палуби витримують навантаження до 15 тонн/м2(що, до речі, дещо більше ніж у згаданого вище Happy Sky), тоді як над резервуарами цей показник підвищується до 20 тонн/м2. Happy Star може провадити транспортування зі знятими люками двох верхніх палуб, що створює єдиний вантажний простір.
Швидкість судна складає до 16 вузлів, а силова установка з двигуном Wärtsilä 8L46C має потужність у 8,8 МВт.
Кранове обладнання Happy Star ставить його за цим показником в один ряд з плавучими кранами великої вантажопідйомності, проте останні не призначаються для транспортування вантажів (хоча можуть переміщувати об’єкти на помірні дистанції, наприклад, на стропах). Основною функцією таких суден як  Happy Star є доставка важких нестандартних вантажів, наприклад, портового обладнання (крани, перевантажувачі), модулів офшорних нафтогазових платформ, обладнання нафтохімічної промисловості. При цьому за необхідності судно може провести операцію з монтажу доставленого об’єкту.

## Завдання судна
Невдовзі після хрещення Happy Star попрямувало до Нантонгу, де прийняло свій перший вантаж – два модулі для комплексу з відвантаження залізної руди в австралійському Порт-Гедленді (північно-західне узбережжя континенту). Більший із модулів важив 1560 тонн, мав довжину 60 метрів та ширину до 37 метрів.
За цим судно доставило дві машини для перевантаження залізної руди з іншого китайського порту Nansha (біля Гуанчжоу) до канадської провінції Квебек. Кожна з них мала основний блок вагою 900 тонн та більше сотні окремих частин. На своєму шляху до затоки Святого Лаврентія Happy Star подолало лід товщиною близько 1 метра.
У 2015 році судно протранспортувало з Індонезії відвантажувальну платформу для австралійського проекту Вітстоун ЗПГ. По прибутті до місця призначення платформа вагою 1250 тон була одразу змонтована на підготовлені палі.
Того ж року судно законтрактували для доставки крану вагою 990 тонн з китайського Чжанчжоу до південнокорейського порту Ульсан. Він призначався для встановлення на будівельне судно Seven Arctic, яке створювали на верфі компанії Hyundai. Конструкцію, що мала довжину 63 метри та висоту 23,5 метра, завантажили на палубу Happy Star за допомогою встановленого на причальній стінці крану Skyhook, котрий колись монтував обладнання на самому Happy Star. Можливо відзначити, що потужності кранового обладнання останнього також вистачало для цієї операції, проте цьому варіанту заважало нагромадження на пірсі призначених для інших проектів трубоукладальних веж. По прибутті в Ульсан для розвантаження теж залучили окремий плавучий кран, який одразу провів монтаж доставленого обладнання на Seven Arctic.

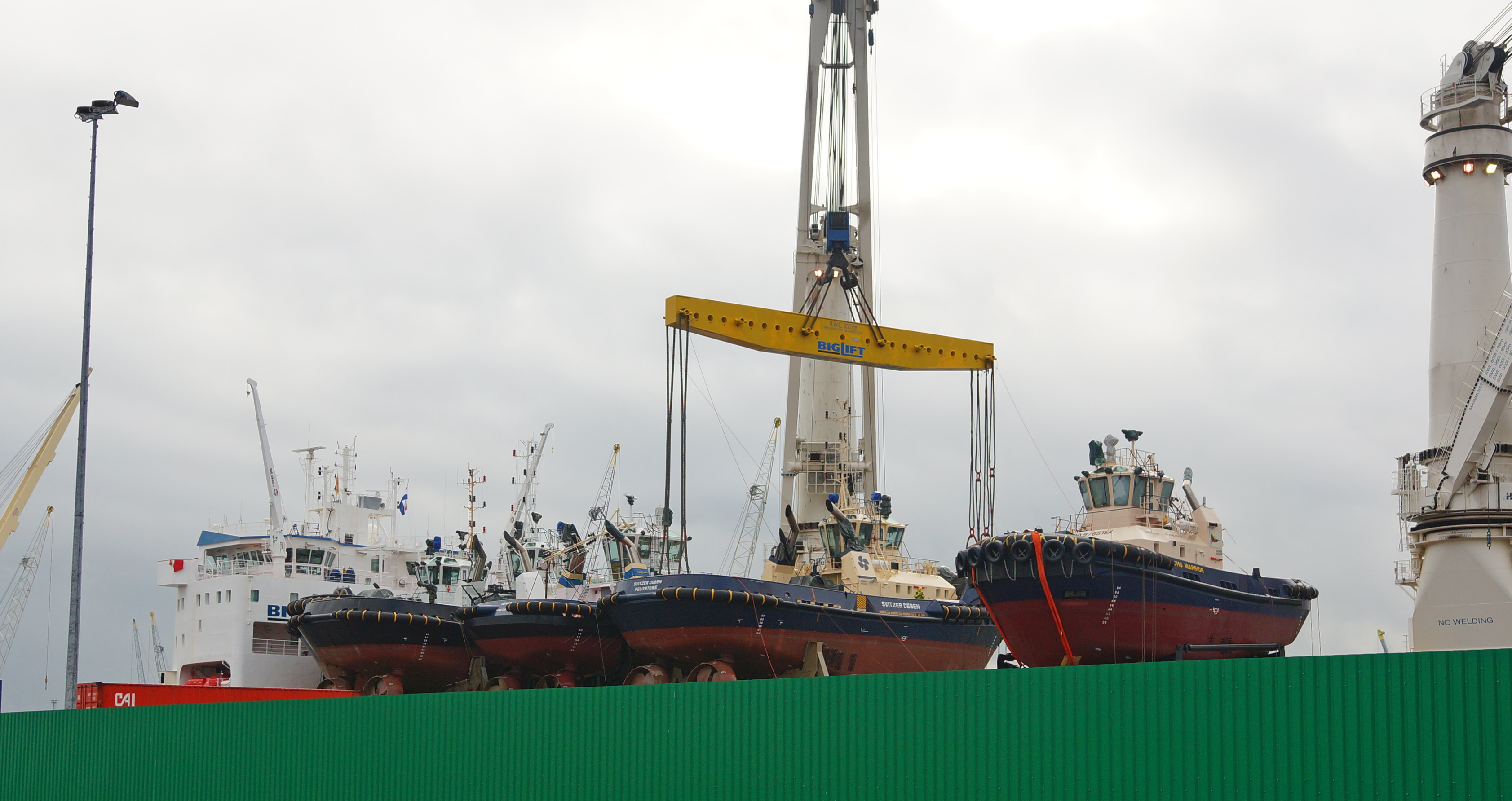
Happy Star у Роттердамі

Осінню 2015-го Happy Star доправило до Роттердаму одразу 22 буксири та понтони. Першу частину вантажу воно прйиняло у Шанхаї, після чого дозавантажилось у в’єтнамських портах Хайфон та Дананг.
Наступного року судно протранспортувало з Ульсану процесинговий модуль вагою 1000 тонн, призначений для платформи Badamyar, встановленої в межах проекту Ядана (Андаманське море біля узбережжя М’янми). По прибутті на місце призначення модуль зняв та одразу змонтував плавучий кран великої вантажопідйомності Sapura 3000.
Ще одним проектом для нафтогазової промисловості була доставка трьох модулів вагою від 1265 до 1362 тонн для плавучої установки з підготовки, зберігання та відвантаження нафти FPSO P-67. Модулі взяли на борт у бразильських Масейо та Ітажаї  і доправили до китайського порту на Жовтому морі Циндао, де й відбувалось спорудження установки, призначеної для бразильського нафтового родовища Лула-Норте.
У тому ж 2016-му Happy Star залучили до перевезення шпитального судна Susitna, придбаного філіппінським Червоним Хрестом. В цьому випадку  Happy Star виступив як плавучий кран – в Матануска-Сусітна на Алясці він завантажив Susitna на баржу, котру повели на буксирі до острова Лусон. Там їх знову зустрів Happy Star, котрий по дорозі виконав інше завдання, а в філіппінській затоці Субік-Бей зняв шпитальне судно з баржі.
2017-го року судно здійснило кілька рейсів за проектом спорудження бокситового терміналу Вейпа на східному узбережжі затоки Карпентарія (Арафурське море, яке омиває північний берег Австралії). Спершу воно доставило сюди з китайського Нантонгу три опорні основи («джекети») вагою по 680 тонн при розмірах 38х36х31 метр, а також кілька десятків паль. "Джекети" одразу встановили на попередньо приготовані направляючі палі та, поки судно поверталось за наступним вантажем, остаточно закріпили. В результаті доставлені другим рейсом причальні модулі стало можливим змонтувати на вже існуючі опорні основи. Серед вантажів третього рейсу був найбільший модуль цього проекту вагою 1035 тонн та розмірами 57х26х6 метрів.
В першій половині 2017 року судно доставило вугільний перевантажувач з китайського Даляню до російського порту Восточний, розташованого у Приморському краї на березі Японського моря (бухта Врангеля).
В січні 2018-го Happy Star протранспортувало з тайванського Гаосюня до японської Онагами портовий вугільний перевантажувач вагою 1542 тонни. На 2019 рік законтрактована доставка в Онагаму другого перевантажувача.
Іншим завданням Happy Star стало перевезення з нідерландського Східаму трубоукладальної вежі вагою 1200 тонн, що призначалась для судна Skandi Olinda, яке споруджувалось у Суапі (Бразилія). По прибутті до Південної Америки Happy Star одразу змонтував на Skandi Olinda доставлене обладнання.